# Теория открытия финикийцами Америки

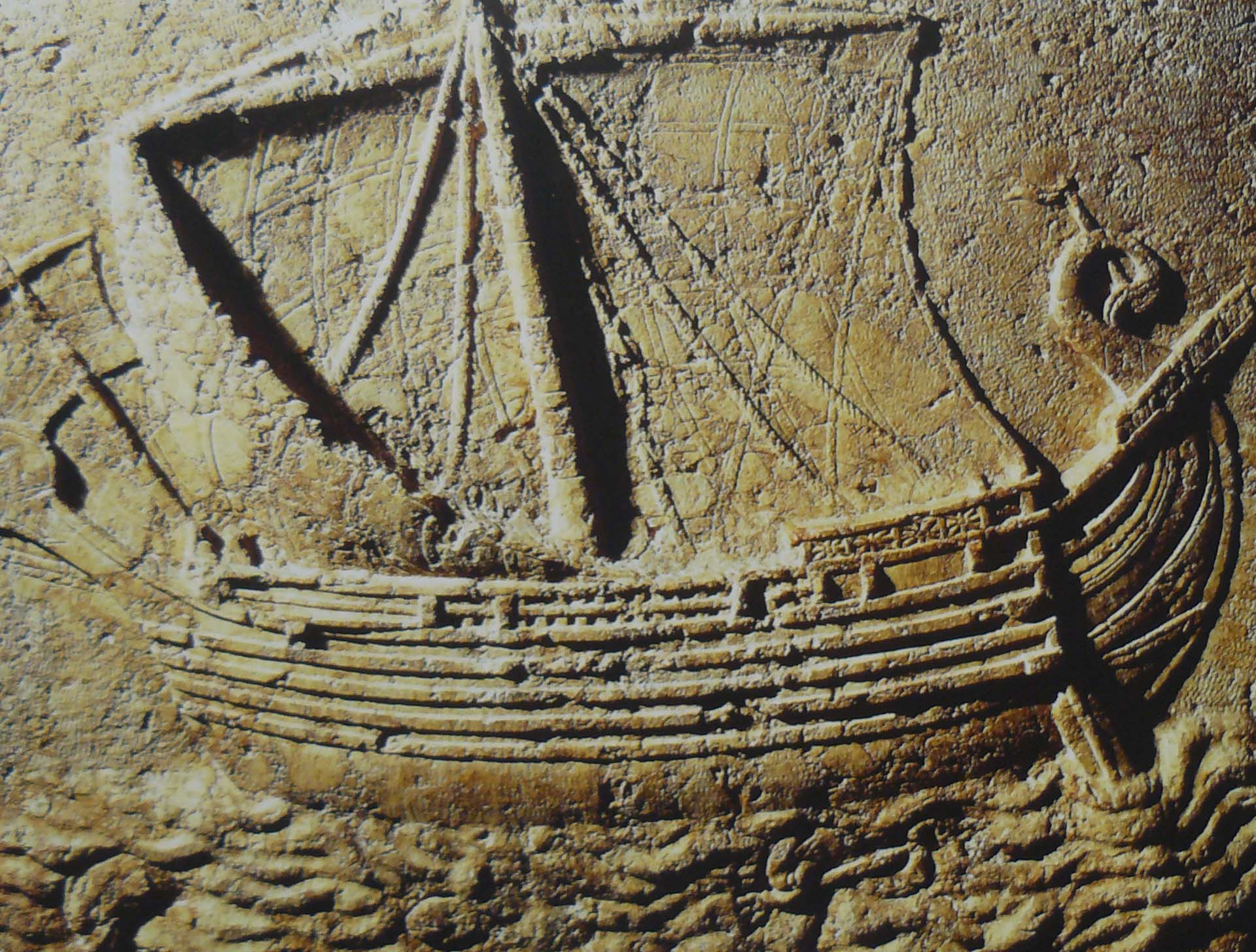
Финикийский корабль, вырезанный на саркофаге, 2 век нашей эры.

Теория открытия финикийцами Америки предполагает, что самые ранние контакты Старого Света с Америкой были не с Колумбом или викингами, а с финикийцами (или, альтернативно, с другими семитскими народами) в первом тысячелетии до нашей эры.

## Происхождение

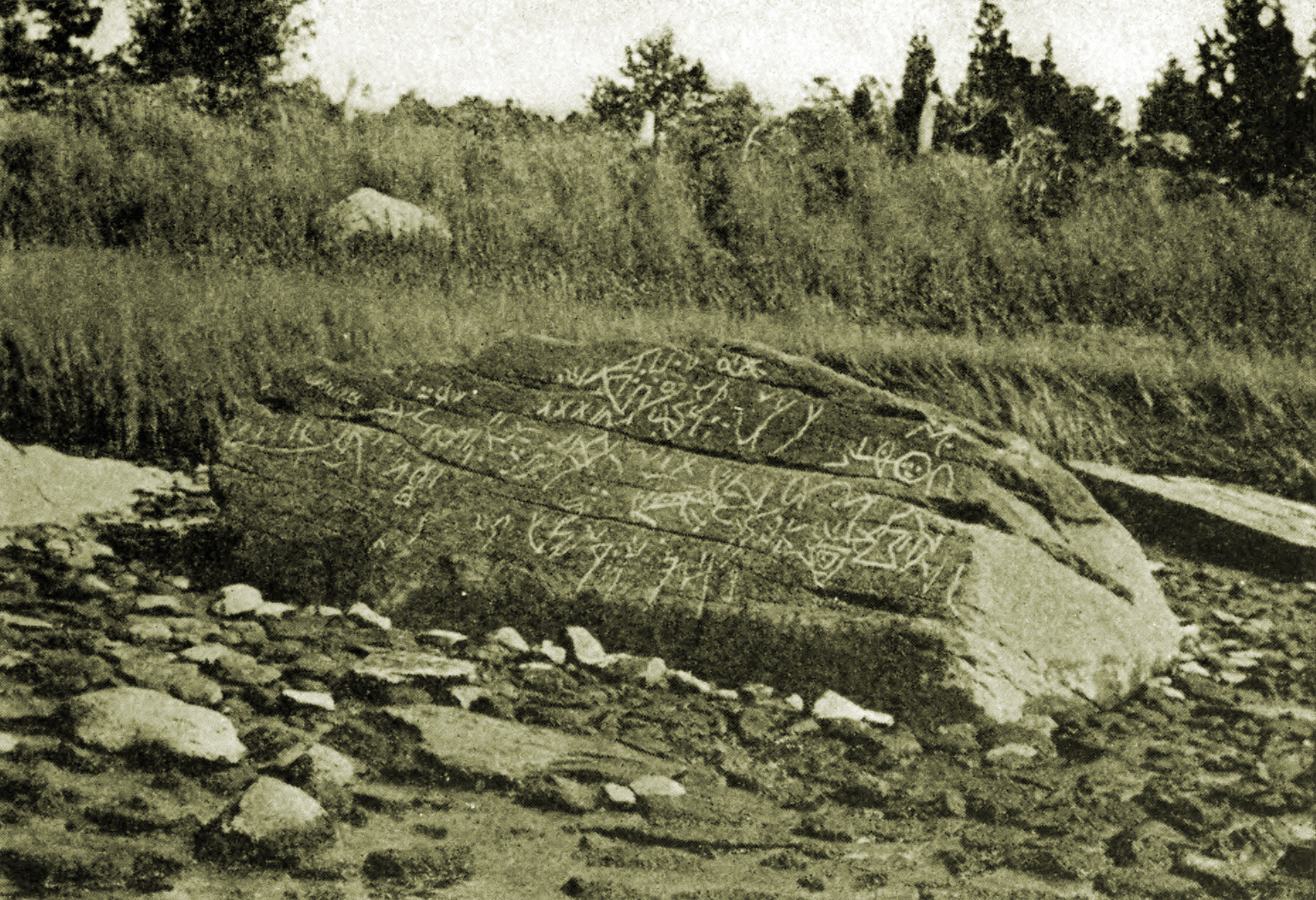
Петроглифы на Дайтон-рок

В конце XVIII века многие люди размышляли о происхождении петроглифов на Дайтон-рок в Беркли, штат Массачусетс. Президент Йельского колледжа Эзра Стайлз считал, что они на ивритe. Антуан Кур де Жебелен утверждал в Le Monde primitif («Первобытный мир»), что они ознаменовали древнее посещение Восточного побережья группой моряков из Карфагена.
В XIX веке вера в израильский визит в Америку стала частью мормонизма. Росс Т. Кристенсен выдвинул теорию о том, что Мулекиты в Книге Мормона были «в основном финикийцами по своему этническому происхождению».
В своей книге 1871 года «Древняя Америка» Джон Денисон Болдуин повторяет некоторые аргументы, приведенные в пользу визитов финикийцев в Америку, и делает вывод, что:

если бы было правдой, что цивилизация, найденная в Мексике и Центральной Америке, произошла от людей финикийской расы, было бы верно также и то, что они построили в Америке, как никогда не строили где-либо ещё, что они основали здесь язык, радикально отличающийся от своего собственного и что они использовали стиль письма, совершенно отличный от того, который они использовали во всех других регионах, занятых их колониями. Все формы алфавитного письма, используемые в настоящее время в Европе и Юго-Западной Азии, прямо или косвенно произошли от тех, которые в древности были изобретены расой, к которой принадлежали финикийцы, и у них есть следы общих отношений, которые можно легко обнаружить. Надписи в Паленке, Копане и других местах в руинах имеет не большее отношение к финикийскому, чем к китайскому письму. У него нет ни одной характеристики, которая могла бы быть названа финикийской больше, чем язык надписей или стиль архитектуры, с которым он связан; поэтому мы не можем разумно предполагать, что эта американская цивилизация возникла от людей финикийской расы.

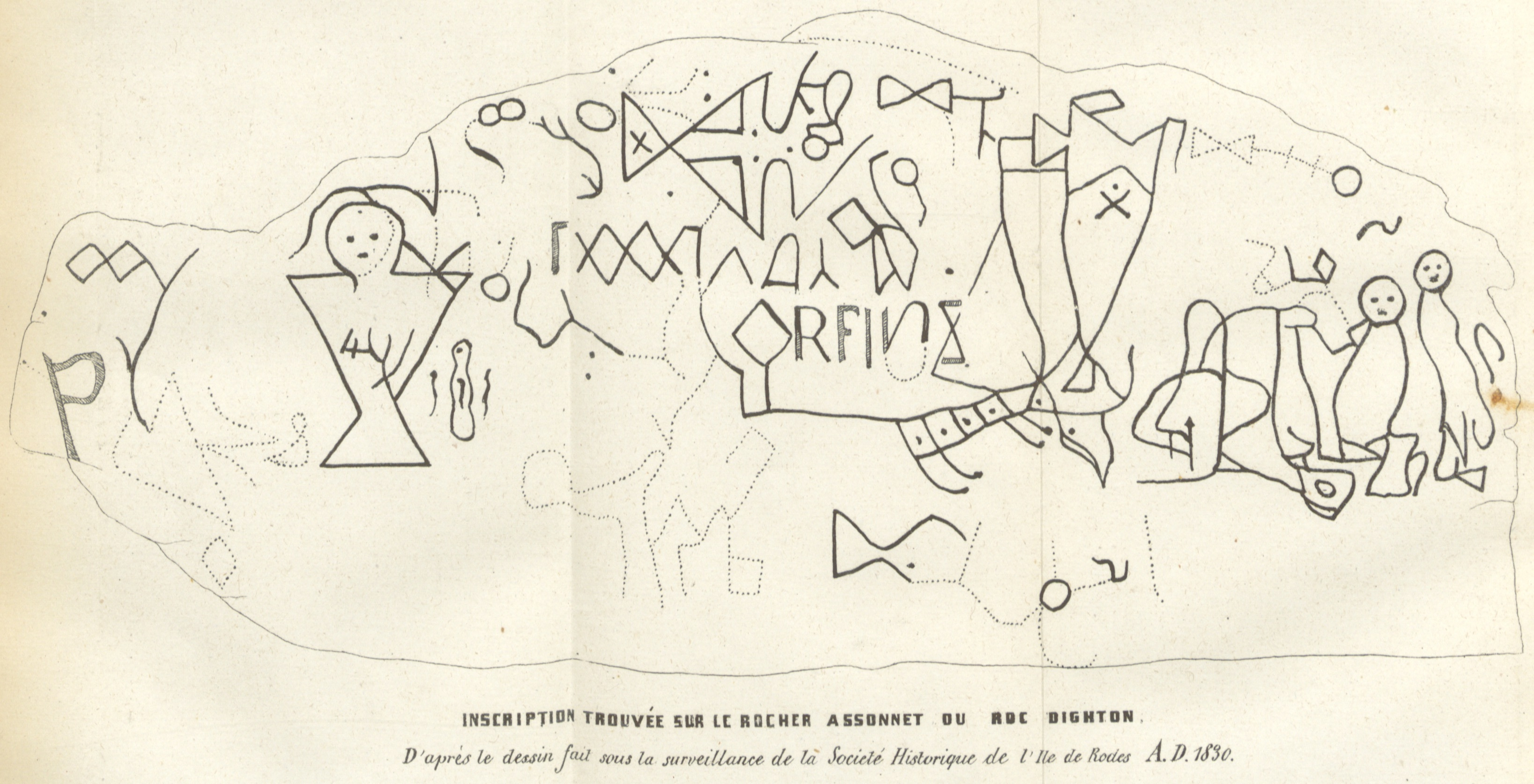
Точная копия всех символов, сделанная Исторической комиссией Провиденса, Род-Айленд, опубликована в 1830 году.

Оригинальный текст (англ.)if it were true that the civilization found in Mexico and Central America came from people of the Phoenician race, it would be true also that they built in America as they never built any where else, that they established a language here radically unlike their own, and that they used a style of writing totally different from that which they carried into every other region occupied by their colonies. All the forms of alphabetical writing used at present in Europe and Southwestern Asia came directly or indirectly from that anciently invented by the race to which the Phoenicians belonged, and they have traces of a common relationship which can easily be detected. Now the writing of the inscriptions at Palenque, Copan, and elsewhere in the ruins has no more relatedness to the Phoenician than to the Chinese writing. It has not a single characteristic that can be called Phoenician any more than the language of the inscriptions or the style of architecture with which it is associated; therefore we can not reasonably suppose this American civilization was originated by people of the Phoenician race.

## Возможные артефакты
В 1872 году в Параибе, Бразилия, якобы был обнаружен камень с финикийской письменностью. В нем рассказывается о финикийском корабле, который из-за шторма отделился от флота, плывшего из Египта вокруг Африки; также упоминается фараон Нехо I или Нехо II. Транскрипция была показана Ладислау де Соуза Мелло Нетто, директору Национального музея Бразилии. Нетто сначала принял надпись как подлинную, но к 1873 году филолог Эрнест Ренан убедил его, что это подделка. Буквенные формы надписи отличаются от тех, которые возникли и исчезли за 800 лет; такое совпадение в одном фрагменте письма означает, что это была подделка. Ни один ученый никогда не видел камень и не находил его источник, а в 1873—1874 годах Нетто пытался найти человека, который предоставил копию надписи, но не смог. В 1960-х Сайрус Гордон представил новый перевод и заявил, что его вывод был подлинным, поскольку он не копировал никаких семитских письменностей, которые были бы широко доступны в то время. Фрэнк Мур Кросс не согласился, заявив, что «все в надписи было доступно фальсификатору в справочниках девятнадцатого века или на основе невдохновленных догадок, основанных на этих легкодоступных источниках», и пояснил, что формы букв охватывают диапазон десяти веков.

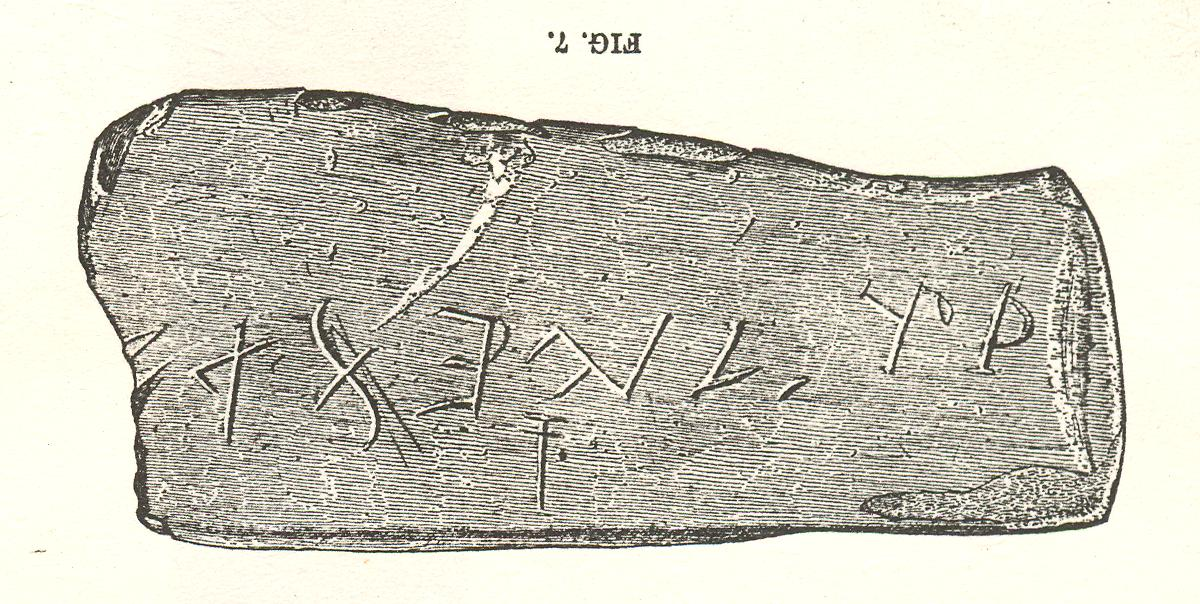
Литография надписи из Бэт-Крик, которую Сайрус Гордон считал Финикийской

Гордон также считал, что финикийские надписи были найдены в двух местах на юго-востоке Соединенных Штатов, что указывает на то, что семиты прибыли туда до Колумба. Одной из таких предполагаемых находок была Надпись из Бэт-Крик, которую Гордон считал финикийской; в академическом сообществе считается подделкой. Ещё одна находка, которая, как утверждается, поддерживает теорию открытия Америки финикийцами, — это Камень из Лос-Лунаса, который также был признан подделкой академическим сообществом.

## Современные теории
В XX веке среди последователей теории были Сайрус Гордон, Джон Филип Кохан, Росс Т. Кристенсен, Барри Фелл и Марк Макменамин.
В 1996 году Макменамин предположил, что финикийские моряки открыли Новый Свет около 350 г. до н. э. В финикийском государстве Карфаген чеканили золотые статеры в 350 г. до н. э. с рисунком на обратной стороне монет, который Макменамин интерпретировал как карту Средиземного моря с Америкой, показанной на западе через Атлантику. Позже Макменамин продемонстрировал, что эти монеты, найденные в Америке, были современной подделкой.
Лучо Руссо высказал предположение о вероятном прибытии финикийцев в Америку в своём филологическом анализе географии Птолемея. В своей книге Птолемей даёт координаты блаженных островов, но в то же время уменьшает размер мира на треть по сравнению с размером, измеренным Эратосфеном. Руссо замечает, что, приписывая эти координаты Антильским островам, мир возвращается к нужному размеру, географическое описание, данное Птолемеем, соответствует гораздо лучше, и некоторые загадочные деформации на карте мира Птолемея исчезают. Руссо утверждает, что координаты Антильских островов должны были быть известны источнику Птолемея — Гиппарху. Гиппарх жил на Родосе и, возможно, получил эту информацию от финикийских моряков, поскольку в те времена они полностью контролировали западное Средиземноморье.

## Академическая оценка
Маршалл Б. МакКьюсик, профессор антропологии и бывший археолог штата Айова, проанализировал и отверг различные теории финикийцев и ханаанитов в Новом Свете; он заметил, что «в наши дни каждый хочет быть самим себе авторитетом, и личный поиск культурных альтернатив, кажется, делает каждую идею или теорию равной по ценности».
Гленн Марко говорит, что «вероятно, никогда не будет известно», достигли ли финикийцы когда-либо Америки. Он замечает:

Доказательство в виде надписи, вроде знаменитого финикийского текста, якобы найденного в Параибе на севере Бразилии, остается маловероятным. Последнее, в котором рассказывается о высадке группы из Сидона, вызванной штормом, давно признано искусной подделкой. Если такая роковая экспедиция действительно произошла, доказательство, скорее всего, будет найдено в горстке черепков финикийской керамики.
Оригинальный текст (англ.)Proof in the form of an inscription, like the celebrated Phoenician text allegedly found in Paraíba in northern Brazil, remains unlikely. The latter, which recounts the landing of a storm-driven party from Sidon, has long been recognized as a clever forgery. If such a fateful expedition had actually occurred, the proof is more likely to be found in a handful of Phoenician pottery shards.

Рональд Х. Фритце обсуждает историю таких заявлений с XVII по XX века, делая вывод, что хотя технически возможно,

… пока не было обнаружено никаких археологических свидетельств, подтверждающих утверждения Ирвина, Гордона, Бейли, Фелла и других. Поскольку даже мимолетное присутствие норвежцев в Винланде оставило определенные археологические находки в Л’Анс-о-Медоуз, Ньюфаундленд, кажется логичным, что предположительно более обширное присутствие финикийцев и карфагенян оставило бы аналогичные доказательства. Отсутствие таких останков является убедительным косвенным доказательством того, что финикийцы и карфагеняне никогда не достигали Америки.
Оригинальный текст (англ.)... no archaeological evidence has yet been discovered to prove the contentions of Irwin, Gordon, Bailey, Fell and others. Since even the fleeting Norse presence in Vinland left definite archaeological remains at L’Anse aux Meadows in Newfoundland, it seems logical that the allegedly more extensive Phoenician and Carthaginian presence would have left similar evidence. The absence of such remains is strong circumstantial evidence that the Phoenicians and Carthaginians never reached the Americas.